# Novonadéjdino
Novonadéjdino (Новонадеждино en rus) - és un poble de l'óblast de Penza, a Rússia, que el 2012 tenia 124 habitants.